# Trichosanthes anaimalaiensis
Trichosanthes anaimalaiensis är en gurkväxtart som beskrevs av Richard Henry Beddome. Trichosanthes anaimalaiensis ingår i släktet Trichosanthes och familjen gurkväxter. Inga underarter finns listade i Catalogue of Life.